# Alfons Roig Izquierdo
Alfons Roig Izquierdo (Bétera, Valencia; 4 de julio de 1903-Gandía, Valencia, 11 de mayo de 1987) fue un profesor, escritor, crítico de arte y sacerdote español.

## Biografía
En 1920 inició los estudios eclesiásticos en Astorga y fue ordenado sacerdote el 1926. Volvió a la diócesis de Valencia, donde ejerció en las parroquias de Pinet y en la de San Juan de Ribera de la ciudad de Valencia. En 1939 fue nombrado profesor de "Cultura cristiana y Liturgia" en la Escuela de Bellas Artes de San Carlos (Valencia), donde tuvo como alumnos a algunos de los más conocidos artistas valencianos contemporáneos: Eusebio Sempere, Juan Genovés, Manuel Hernández Mompó, Andreu Alfaro, Manolo Valdés o Juan de Ribera Berenguer.
Estudió Arqueología Cristiana en Roma desde 1946 hasta 1948, año en el que regresó a Valencia y fue nombrado profesor de Arqueología Cristiana, Historia del Arte y Estética en el Seminario Metropolitano de Valencia (Moncada). Mostraba también una preocupación por la poesía contemporánea: Emilio Prados, Vicente Aleixandre, Antonio Machado, Miguel Hernández, y mantuvo  relación con algunos miembros de la generación del 27, como  María Zambrano.
En 1953 y 1955 viajó a París, donde hizo amistad con la esposa de Kandinsky y estuvo relacionado con la revista «Art Sacré». En 1956 fue becado por el Gobierno francés para estudiar la arquitectura religiosa moderna en Francia, que le permitió además viajar por Suiza e Italia. Como resultado de su trabajo se le concedió una nueva beca para estudiar la arquitectura religiosa moderna en Alemania, y posteriormente el título de Oficial de les Palmes Acadèmiques (1986). 
En 1969 heredó la ermita de Luchente, pueblo del Valle de Albaida. Dejó la enseñanza en 1974 y se dedicó a la restauración de la ermita con la ayuda de la Diputación de Valencia. En 1980 fue nombrado hijo adoptivo de Luchente, y en 1985 donó su pinacoteca a la diputación valenciana (que a partir de 1981 instituyó unos premios artísticos con su nombre), incluyendo obras de Victor Vasarely, Sempere, Julio González, Picasso, Kandinsky y Millares.
En 2017 se montó en el MUVIM de Valencia una exposición titulada Alfons Roig i la generació del 27 con documentación personal custodiada en la biblioteca del propio museo.
En 2021 se hizo público que el pintor Juan Genovés (fallecido en 2020) aseguró en sus memorias que Roig había abusado sexualmente de numerosos menores de edad.

## Obra
- El arte de hoy y la Iglesia (1954)
- La pintura religiosa de Georges Rouault (1959)
- Julio González (1960)
- En la muerte de Ángel Ferrant (1961)
- Picasso en Barcelona (1962)
- Diálogo de la Iglesia con el mundo moderno de la Arquitectura (1964)
- Art viu del nostre temps (1982)
- Ronda dels veïns de l'ermita
- Ermita de la Mare de Déu de la Consolació de Llutxent.